# Die Violine von Auschwitz
Die Violine von Auschwitz (katalanisch: El violi d’Auschwitz) ist ein Roman der katalanischen Autorin Maria Àngels Anglada, der 1994 in Katalanisch erschien. In Deutschland wurde der Roman erstmals im November 2009 beim Luchterhand Literaturverlag veröffentlicht. Die deutsche Übersetzung stammt von Theres Moser.

## Inhalt
Anglada erzählt in ihrem Roman zwei Geschichtsstränge, deren thematische Verknüpfungen am Ende aufgelöst werden.

### Krakau 1993
Der erste Geschichtsstrang (Nebenhandlung) beginnt 1993 in Krakau, wo der Pariser Musiker Climent bei einem Violinkonzert die polnische Geigenspielerin Regina kennenlernt, die ihn mit ihrem virtuosen Spiel und dem Klang ihrer Geige tief beeindruckt. Sein Interesse für diese besondere Violine führt ihn auf die Spur einer Geschichte, die im nationalsozialistischen Deutschland ihren Anfang nimmt.
Der zweite Geschichtsstrang (Haupthandlung) wird eingeführt, als Climent von Regina Unterlagen über ihre Familiengeschichte erhält, anhand deren er erfährt, dass beinahe ihre gesamte Familie im Holocaust ums Leben gekommen ist. Er beginnt, die Geschichte der wundersamen Geige zu rekonstruieren.

### Dreiflüsselager (Nebenlager des KZ Auschwitz-Birkenau)
Nach einer Gefangenschaft im Warschauer Ghetto wird der jüdische Geigenbauer Daniel in einem Nebenlager von Auschwitz interniert. Er schließt dort Freundschaft mit dem polnischen Geigenspieler Bronislaw, der der Leib-Musiker des skrupellosen Lagerkommandanten Sauckel ist. Eines Tages bekommt Daniel vom Kommandanten des Lagers den Auftrag, eine Geige in bester italienischer Tradition anzufertigen, nach den Maßen einer Stradivari. Was Daniel aber erst später durch Bronislaw erfährt: Der Auftrag beruht auf einer infamen Wette des Kommandanten mit dem skrupellosen Lagerarzt Dr. Rascher: Gelingt Daniel der Bau der Geige, erhält der Kommandant eine Kiste Wein; wenn er scheitert, bekommt der Arzt Daniel als Objekt für seine teuflischen Unterkühlungsexperimente.
Inmitten des Grauens erschafft Daniel schließlich ein Instrument von seltener Schönheit. Bronislaw muss auf der Geige dem Lagerkommandanten vorspielen. Hier zeigt sich beim Spiel der Folia-Variationen von Corelli der kraftvolle, einzigartige Klang des Instruments. Ein „Gast mit freundlichen Augen“ (Graf Bernadotte) überreicht Bronislaw heimlich einen Zettel, auf dem er ihm verspricht, ihn aus dem Lager zu befreien.
Später tauscht Bernadotte Lastwagen gegen einige Häftlinge ein und somit entkommt Bronislaw dem KZ. Er blickt zurück auf Daniel, der ihm zum Abschied winkt. Bronislaw erfährt nicht, was aus ihm wird.

### Stockholm 1993
Bronislaw lebt mit seiner Frau Ingrid in Stockholm. Er gibt zum ersten Mal seit seiner Inhaftierung im KZ ein Konzert, bei dem er die Follia von Arcangelo Corelli spielt. Zu Hause erwartet ihn eine Überraschung. Im Kreis von befreundeten Musikern wird er empfangen. Unter den Musikern ist auch das bekannte Trio: Gerda, Virgili und Climent. Climent war einst ein Schüler von Bronislaw.
Das Trio begleitet eine, Bronislaw unbekannte, Frau mit hellen Augen, die auf einer sehr klangvollen Geige spielt. Bronislaw beginnt, sich zu erinnern – es ist Daniels Geige aus dem Lager.
Die unbekannte Frau ist Regina, die Adoptivtochter Daniels, die Climent schon in Krakau getroffen hatte und deren Geschichte er rekonstruiert hatte und Bronislaw und Regina nun zusammenführt. Regina stellt sich Bronislaw vor und erzählt ihm, dass Daniel das KZ zwar überlebt habe, jedoch jung gestorben sei. Die Geige hatte ihm ein Freund nach der Befreiung des KZ im Krankenhaus vorbeigebracht.
Bronislaw findet seinen Frieden mit den Erinnerungen an das KZ, während Regina von Daniel erzählt. Er kann nun mit seinen Erlebnissen abschließen und weiß, dass die schlimmen Albträume vom Lager nicht wiederkehren werden.

## Personen und historischer Bezug
- Daniel: Hauptperson, polnisch-jüdischer Geigenbauer interniert im KZ
- Bronislaw: polnisch-jüdischer Geigenspieler, Freund von Daniel, interniert im KZ, wird befreit von Graf Bernadotte
- Climent: polnischer Geigenspieler, ehemaliger Schüler von Bronislaw
- Regina: polnische Geigenspielerin, Adoptivtochter Daniels, Bekannte von Climent
- Sauckel: skrupelloser Lagerkommandant des Dreiflüsselagers, evtl. historische Referenz zu Fritz Sauckel
- Dr. Rascher: sadistischer Arzt in Auschwitz; evtl. historische Referenz zu Sigmund Rascher
- Graf Bernadotte: Gast mit freundlichen Augen befreit Bronislaw; evtl. historische Referenz zu Folke Bernadotte

## Film
Nachdem die Münchner Filmproduktionsfirma Rich and Famous Overnight die Verfilmungsrechte an dem Roman erworben hatte, war für 2011 eine Koproduktion mit Frankreich und Spanien geplant.